# Фонтенбло (Флорида)
Фонтенбло (англ. Fontainebleau) — переписна місцевість (CDP) в США, в окрузі Маямі-Дейд штату Флорида. Населення — 59 870 осіб (2020).

## Географія
Фонтенбло розташоване за координатами 25°46′28″ пн. ш. 80°20′58″ зх. д. / 25.77444° пн. ш. 80.34944° зх. д. (25.774311, -80.349445).  За даними Бюро перепису населення США в 2010 році переписна місцевість мала площу 11,66 км², з яких 11,03 км² — суходіл та 0,63 км² — водойми. В 2017 році площа становила 10,55 км², з яких 10,00 км² — суходіл та 0,54 км² — водойми.

## Демографія
Згідно з переписом 2010 року, у переписній місцевості мешкали 59 764 особи в 21 664 домогосподарствах у складі 15 808 родин. Густота населення становила 5125 осіб/км².  Було 23181 помешкання (1988/км²).
Расовий склад населення:
| - 91,2 % — білих - 2,2 % — чорних або афроамериканців - 1,5 % — азіатів - 0,1 % — корінних американців - 3,0 % — осіб інших рас |

До двох чи більше рас належало 2,0 %. Частка іспаномовних становила 91,6 % від усіх жителів.
За віковим діапазоном населення розподілялося таким чином: 18,8 % — особи молодші 18 років, 65,6 % — особи у віці 18—64 років, 15,6 % — особи у віці 65 років та старші. Медіана віку мешканця становила 39,5 року. На 100 осіб жіночої статі у переписній місцевості припадало 86,2 чоловіків;  на 100 жінок у віці від 18 років та старших — 82,9 чоловіків також старших 18 років.
Середній дохід на одне домашнє господарство  становив 52 864 долари США (медіана — 42 444), а середній дохід на одну сім'ю — 55 422 долари (медіана — 44 401). Медіана доходів становила 34 945 доларів для чоловіків та 30 802 долари для жінок. За межею бідності перебувало 14,0 % осіб, у тому числі 21,1 % дітей у віці до 18 років та 15,2 % осіб у віці 65 років та старших.
Цивільне працевлаштоване населення становило 28 017 осіб. Основні галузі зайнятості: освіта, охорона здоров'я та соціальна допомога — 18,2 %, роздрібна торгівля — 13,8 %, науковці, спеціалісти, менеджери — 11,7 %.